# Loïc de Kergret
Loïc de Kergret (ur. 20 sierpnia 1970 roku w Paryżu) – francuski siatkarz, grający na pozycji rozgrywającego. Były reprezentant kraju. W drużynie trójkolorowych wystąpił 249 razy.

## Sukcesy klubowe
Mistrzostwo Francji:
- 2004, 2010
- 2003, 2006, 2011
- 1997, 2002, 2005

Puchar Francji:
- 2003, 2005, 2006, 2010, 2011

Liga Mistrzów:
- 2005
- 2007
- 2004

Superpuchar Francji:
- 2005

## Sukcesy reprezentacyjne
Mistrzostwa Świata:
- 2002

Mistrzostwa Europy:
- 2003

## Nagrody indywidualne
- 2007: Najlepszy rozgrywający Ligi Mistrzów